# Sentier lumineux
« Parti communiste du Pérou » redirige ici. Pour les autres significations, voir Parti communiste du Pérou - Patrie rouge.
Ne doit pas être confondu avec Parti communiste péruvien.
Le Parti communiste du Pérou - Sentier lumineux (en espagnol : Partido Comunista del Perú - Sendero Luminoso, abrégé en PCP-SL), est un parti communiste péruvien fondé dans les années 1970 par Abimael Guzmán, alors professeur de philosophie à l'université d'Ayacucho. Celui-ci prit en 1980 la tête de l'insurrection armée issue d'une dissidence du Parti communiste péruvien, sous le nom de camarade Gonzalo.
Le Sentier lumineux a participé au conflit armé des années 1980 et 1990 au Pérou, qui a fait 70 000 victimes. L'organisation est placée sur la liste officielle des organisations terroristes du Canada, des États-Unis et de l'Union européenne.

## Nom

Logo du Sentier lumineux.

Cette organisation, comme divers autres partis communistes péruviens, s'attribue le titre de Parti communiste du Pérou. On différencie généralement ces différentes organisations par le nom de leurs publications. Le journal publié par le Front révolutionnaire d'étudiants de l'Université d'Ayacucho avait pour slogan « Par le sentier lumineux de José Carlos Mariátegui », le fondateur du Parti communiste péruvien en 1928.
Les militants de cette organisation sont généralement appelés les senderistas. Cependant, tous les documents et journaux produits par ce mouvement sont signés par Parti Communiste du Pérou (PCP). Les historiens s'y réfèrent par l'abréviation PCP-SL[réf. souhaitée].

## Origines
Le groupe communiste Sentier Lumineux a été fondé dans les années 1970 par Abimael Guzmán, alors professeur de philosophie, et surnommé Presidente Gonzalo par ses partisans. Cette organisation est une scission du Parti communiste péruvien - Drapeau rouge (en), scission pro-chinoise du Parti communiste péruvien fondée en 1964 à la suite de la rupture sino-soviétique.
Le Sentier Lumineux est donc issu, après deux scissions successives, du Parti communiste péruvien fondé en 1930 à partir du Parti socialiste péruvien de José Carlos Mariátegui. Malgré ces scissions, comme d'autres tendances, le PCP-SL se considère comme le véritable Parti communiste péruvien et utilise le sigle PCP dans ses publications et slogans[réf. souhaitée].
Le Sentier Lumineux s'est développé en premier lieu au sein de l'Université nationale de San Cristóbal de Huamanga dans la ville d'Ayacucho, où Guzmán enseignait la philosophie. L'université venait de rouvrir après avoir été fermée pendant près de cinquante ans, et plusieurs parmi les nouveaux étudiants adoptèrent l'idéologie radicale du Sentier Lumineux. Une fois leur formation achevée, certains d'entre eux deviennent enseignants dans les écoles, collèges et lycées locaux, répandant leurs idéaux parmi leurs élèves.
Entre 1973 et 1975, le Sentier Lumineux parvient à prendre le contrôle des conseils étudiants des universités du Centre à Huancayo et de La Cantuta et s'implante significativement au sein de l'Université Nationale d'Ingéniérie et de l'Université Nationale de San Marcos, toutes deux situées à Lima.
Quelque temps plus tard, l'organisation communiste perd plusieurs élections universitaires, notamment celles de l'Université Nationale de San Cristobal de Huamanga. Guzmán décide alors d'abandonner les universités pour consolider le parti[réf. souhaitée].
Ces étudiants, pour beaucoup d'origines paysannes, retournent ensuite dans leurs communautés et y organisent des comités locaux du parti. En effet, déjà au milieu des années 1970, le Sentier Lumineux cherche à instaurer des bases d’appui appelées « zones libérées » dans les régions les plus pauvres de la cordillère des Andes.
L'abandon par l’État de certaines régions rurales favorise l’implantation du parti. En juin 1979, des manifestations pour la gratuité de l’enseignement sont sévèrement réprimées par l’armée : 18 personnes sont tuées selon le bilan officiel, mais des estimations non-gouvernementales évoquent plusieurs dizaines de morts. Cet événement entraîne une radicalisation des contestations politiques dans les campagnes et finalement aboutit au déclenchement de la lutte armée du Sentier lumineux. Au début de cette lutte armée, les nouvelles recrues du Sentier lumineux sont généralement des paysans peu politisés plutôt que des militants réellement politisés.
Au début de l'année 1980, le Sentier Lumineux effectue à Ayacucho une série de rencontres clandestines, connues comme la « Seconde Rencontre Plénière du Comité Central ». Un Directoire révolutionnaire, organe de nature politique et militaire, y est nommé. Il ordonne aussitôt aux milices de rejoindre leurs aires stratégiques dans les provinces pour amorcer la lutte armée. Le groupe forme également sa « Première École Militaire », dans laquelle les militants apprennent des rudiments de tactiques militaires et d'usage des armes. Se met également en place la « critique et autocritique », une pratique léniniste dont l'objectif est d'éviter à l'organisation de répéter ses erreurs et de supprimer ses mauvaises habitudes de travail. Au sein de la Première École Militaire, les membres du Comité Central furent soumis à une intense critique, dont se servit Guzmán pour émerger comme le chef incontestable du Sentier Lumineux[réf. nécessaire].

## La guérilla

### Actes initiaux

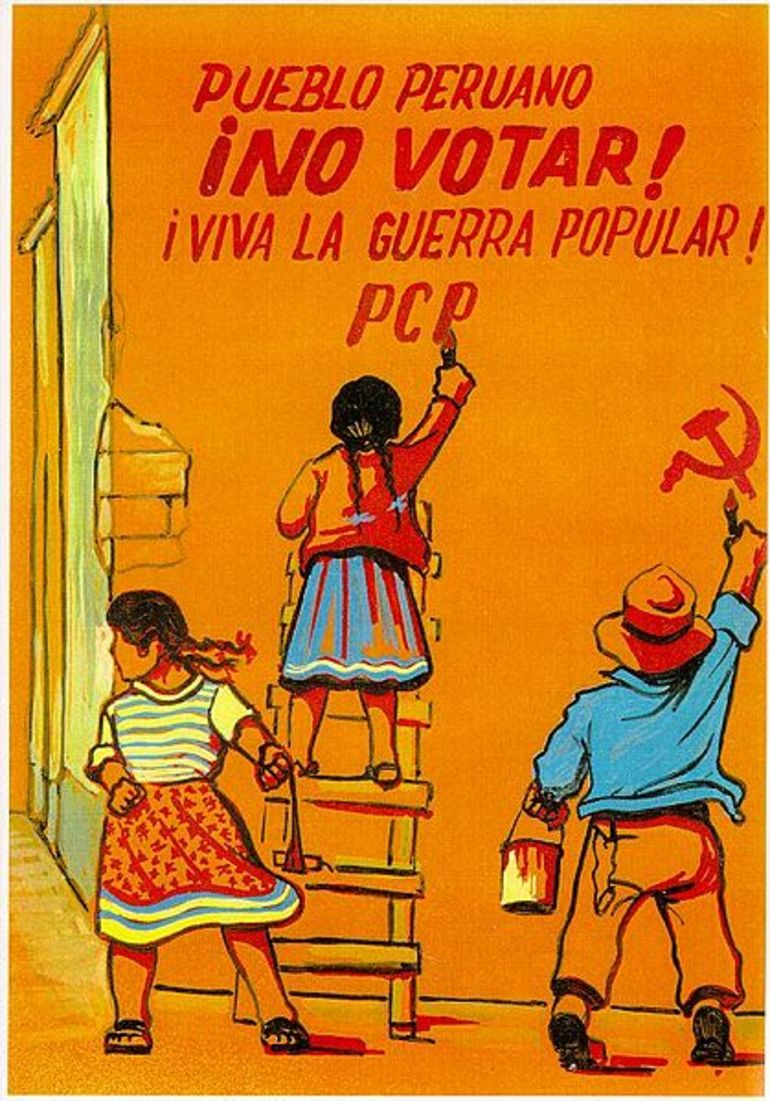
Appel au boycott des élections.

Le mouvement a lancé sa « guerre populaire prolongée » par un acte symbolique le 17 mai 1980 : la veille des élections générales, un commando brûla les urnes de Chuschi, village isolé du département d'Ayacucho. Cette action a été sans conséquence, puisque les urnes ont été remplacées et le vote s'est tenu normalement.
Cette même année, le Sentier lumineux se livre à des actes tels qu'attaques de commissariats pour se procurer des armes, attaques de mines pour se procurer des explosifs tels que de la dynamite. Dans les zones urbaines, le SL encourage aux émeutes et au pillage de magasins,.
La première mise à mort à la suite d'un « procès populaire » commise par le PCP-SL est celle de Benigno Medina, propriétaire d'une hacienda près de Pujas, le 24 décembre 1980 : il fut amené dans l'église locale avant d'être exécuté devant le public.
Parfois, le SL se livre à des actes symboliques : ainsi, le 26 décembre 1980, des corps de chiens sont pendus dans tout Lima, certains portant des slogans contre Deng Xiaoping.

### Accroissement du pouvoir du Sentier lumineux
La guerre prend de l'ampleur tout au long des années 1980, où le Sentier Lumineux contrôle de vastes régions rurales du Pérou, en particulier dans les Andes et le piémont amazonien, et commence à s'implanter dans les villes, en particulier dans certains bidonvilles de Lima. Le gouvernement échoue dans un premier temps à combattre l'influence du mouvement[réf. nécessaire].
Les militants capturés et emprisonnés sont réputés pour leur organisation et leur discipline à l'intérieur des centres de détention. Des centaines de prisonniers sont tués dans différents massacres, en particulier sous la présidence d'Alan García.

### Gouvernance des «zones libérées»
Le Sentier lumineux instaure dans les régions désertées par l’État un nouveau pouvoir fondé sur des Comités populaires, théoriquement élus, chargés de la distribution des terres, de la justice et de l'éducation. Ces comités instaurent des écoles populaires dans lesquelles les membres du Sentier lumineux endoctrinent les enfants dans la haine de l’État, des militaires et des ennemis de la révolution.
Filles et garçons sont ensuite entraînés militairement, généralement dès l’âge de 12 ans, et la plupart du temps dans des camps sendéristes loin de leur famille. L'organisation se déclare par ailleurs féministe et de nombreuses femmes sont amenées à assumer des fonctions de commandement. Au PCP-SL, 50 % des combattants et 40 % des cadres étaient des femmes.
Les États-Unis, qui interviennent dans le conflit en faveur du gouvernement, prêtent au Sentier lumineux un financement par l'URSS, Cuba et les narcotrafiquants, bien que la guérilla considère officiellement Castro et l'URSS comme des révisionnistes.

### La capture d'Abimael Guzmán et l'effondrement
Le 12 septembre 1992, à 20 h 45, Abimael Guzmán Reynoso, le dirigeant principal du Sentier Lumineux, est capturé par le GEIN (Grupo Especial de Inteligencia) de la police, dans une maison du district de Surquillo à Lima, en compagnie de quatre femmes. L'une d'elles est Elena Iparraguirre, sa seconde épouse. Les autres sont Laura Zambrano Padilla, chargée de collecter les dollars extorqués aux narcotrafiquants, María Pantoja et Maritza Garrido Lecca. La capture a lieu après des mois de filatures, allant jusqu'à la fouille des poubelles de la ville, qui ont permis de définir avec certitude l'emplacement de Guzmán et sa condition de santé. À la suite de sa capture, plusieurs autres dirigeants de l'organisation sont arrêtés.
Le Sentier Lumineux se retrouve donc sans cellule dirigeante. L'organisation se divise rapidement en divers fronts régionaux sous les ordres de plusieurs commandants, dont beaucoup s'affrontaient entre eux, sans compter ceux ayant accepté l'offre d'amnistie.

## Après la capture de Guzmán

### Proseguir(Poursuivre), ou le Sentier rouge (Sendero rojo)
Le rôle principal de Guzmán a été assumé par Óscar Ramírez, alias Feliciano, qui a été capturé à Huancayo en 1999.
La tendance Proseguir (Poursuivre) du Sentier lumineux a refusé l'accord de paix proposé par Guzmán en 1993 depuis sa prison. Repliés dans une partie  de la jungle péruvienne, notamment la vallée des fleuves Apurimac et Ene, dans le sud-est du pays, cette tendance s'est structurée en plusieurs fronts qui, bien établis et ayant eu le temps d'organiser le territoire à leur avantage (tunnels, cachettes, voies de repli), ont pu riposter énergiquement aux tentatives du pouvoir de reprendre le contrôle complet de cette zone.

### Nature du conflit
De fait, au cours des années 2000, si le conflit n'a jamais atteint l'intensité qu'il avait dans les années 1980-1990, le PCP-SL a infligé des coups sporadiques à l'armée péruvienne, le plus spectaculaire étant une embuscade contre une colonne de l'armée le 10 octobre 2008, faisant 14 morts dont 12 soldats et 17 blessés[source insuffisante]. Entre 2008 et 2009, cinquante soldats et policiers ont perdu la vie dans des affrontements avec les rebelles, ce qui a été qualifié par l'ambassade américaine à Lima comme une « impressionnante série de succès » du Sentier. L'armée péruvienne craint une possible collaboration entre les guérilleros et les réseaux de narcotrafic dans les vallées des rivières Apurimac et Ene, principale zone de présence du Sentier Lumineux,,. De plus, le Sentier lumineux ne se montre plus aussi brutal envers les populations paysannes, afin de gagner leur soutien, et s'engage de plus en plus dans le trafic de cocaïne pour se financer.
L'actuel leader du Sentier lumineux est le Camarade Artemio. Celui-ci reconnaît dans une entrevue donnée en 2011 l’échec de la « guerre populaire » contre l’État et soutient que la guérilla « en pratique, de nos jours, cela n’est plus possible ». « Le PCP-SL garde ses objectifs politiques », a-t-il déclaré, mais « nous voulons sincèrement une solution politique ; nous voulons qu’elle aboutisse, à travers une table de négociations ». Le gouvernement a cependant rejeté l'idée de négocier avec les guérilleros[source insuffisante].
La mort d'Alejandro Borda Casafranca et de Marco Antonio Quispe Palomino, respectivement numéros 2 et 4 de l'organisation terroriste, annoncée le 11 août 2013 à la suite de l'opération menée à Llochegua (province de Huanta) par l'armée et la police dans le VRAEM, témoigne du conflit toujours existant entre les guérilleros du Sentier Lumineux et les autorités péruviennes.

### Années 2010
En mai 2016, le commandant militaire de l’Armée populaire de guérilla, Abel Auqui Lopez, le camarade Alejandro, est tué dans un affrontement avec la police et l’armée. Le 15 août 2016, la Direction contre le terrorisme (DRICOTE) de la police nationale péruvienne annonce la capture d'un  des cadres de la guérilla maoïste les plus recherchés depuis plus de dix ans pour son activité dans le « groupe d’anéantissement no 2 » du Comité Régional Nord du PCP-SL. Tiquillahuanca Parra, le camarade Nelson, 42 ans, était en effet recherché pour une embuscade dans laquelle 17 policiers ont été tués en 2006, dans la ville de Huallapampa (Piura). Ces deux faits montrent que le guérilla du PCP SL est toujours active en 2016, comme lors des élections présidentielles de cette année (en avril) où une attaque de la guérilla maoïste coûte la vie à huit soldats et deux civils, à Santo Domingo de Acobamba.

### Les groupes descendants du Sentier lumineux
Au début des années 2010, le PCP-SL éclata en plusieurs tendances, certaines légalistes et d'autres armées.

#### MOVADEF
A leur sortie de prison, certains membres du Sentier lumineux ainsi que les avocats de Guzmán voulurent entrer en politique, fondant en 2008 le MOVADEF (Mouvement pour l'amnistie et les droits fondamentaux), qui en appelle à une réconciliation nationale basée sur l'amnistie pour tous les participants au conflit armé péruvien et la libération de Guzmán.
L'existence d'un parti politique fondé par d'anciens terroristes causa une polémique, et le MOVADEF se vit refuser l'inscription comme parti politique en 2012.
Le MOVADEF vit ses dirigeants arrêtés en 2014 pour avoir financé leur mouvement avec l'argent du narcotrafic fourni par les branches toujours actives du PCP-SL dans le Haut-Huallaga.

#### Parti communiste militarisé du Pérou
Le Parti communiste militarisé du Pérou (Militarizado Partido Comunista del Perú, MPCP) est devenu une organisation indépendante disposant de plusieurs colonnes de guérilleros dans la région VRAEM. Il est dirigé par les frères Palomino.
Il s'en tient toujours à la « guerre populaire prolongée » et se livre au trafic de cocaïne pour la financer. Il s'est éloigné, dans ses discours, de Guzmán, ceci afin d'acquérir le soutien d'une paysannerie toujours traumatisée par les massacres du Sentier lumineux.
En 2014, un exemplaire de leur manuel de combat fut trouvé par les forces de l'ordre péruviennes. On y trouvait des directives de sécurité telles que l'usage des dialectes indigènes et de la communication écrite, de rompre tout lien avec leurs familles et de partir de tout endroit au dessus duquel a été aperçu un avion de surveillance. On y trouvait également des consignes ordonnant l'« annihilation sélective » des journalistes les critiquant ainsi que le meurtre des avocats de Guzmán.
Le 7 juin 2018, dans la province de Churcampa, quatre policiers sont tués dans une embuscade. Le 11 juin, c'est une base de « contre-terrorisme », Nueva Libertad, dans la région centrale de Junin (toujours le VRAEM), qui est attaquée. Le bilan est de six blessés dont un gravement atteint.
Le 23 mai 2021, 13 personnes, parmi elles deux mineurs, furent massacrées au cours de l'attaque de San Miguel del Ene. On a trouvé sur le site du massacre des dépliants du MPCP s'opposant à Keiko Fujimori et appelant au nettoyage social des toxicomanes et des homosexuels,.
En mars 2022, le MPCP annonça son adoption de la pensée de Xi Jinping en remplacement de la pensée Gonzalo.

#### Comité Base Mantaro Rojo
Le Parti Communiste du Pérou - Comité Base Mantaro Rojo a été fondé en 2001 par le Mouvement Populaire Pérou dans la vallée de Mantaro.
Il a commis plusieurs attaques à l'explosif ainsi que des guet-apens contre les forces de l'ordre. Il fut également accusé d'infiltrer les écoles publiques locales pour endoctriner les élèves, bien que ces accusations aient été démenties par le ministère de l'éducation.
Le Comité Base Mantaro Rojo s'oppose au MPCP et au MOVADEF, qu'il accuse de révisionnisme et de trahison envers Guzmán.

#### Sentier lumineux du Haut-Huallaga
Le Parti Communiste du Pérou - Comité Regional Huallaga fut, jusqu'en 2011, la faction du Sentier lumineux qui opérait dans le Haut Huallaga.
Il fut dirigé par le Camarade Artemio. Celui-ci reconnut dans une entrevue donnée en 2011 l’échec de la « guerre populaire » contre l’État et soutient que la guérilla « en pratique, de nos jours, cela n’est plus possible ». « Le PCP-SL garde ses objectifs politiques », a-t-il déclaré, mais « nous voulons sincèrement une solution politique ; nous voulons qu’elle aboutisse, à travers une table de négociations ». Le gouvernement a cependant rejeté l'idée de négocier avec les guérilleros, et Artemio sera capture un an plus tard,,.
Ses adjoints furent capturés à leur tout en 2014, éliminant définitivement le Sentier lumineux dans le Haut-Huallaga. En 2015, l'état d'urgence, en vigueur dans la région depuis 30 ans, est levé.
Il s'opposait à la faction du VRAEM, au MOVADEF ainsi qu'au Comité Base Mantaro Rojo.

## Bilan
Qu'ils soient imputés au Sentier Lumineux, à leurs « ennemis » du Mouvement révolutionnaire Tupac Amaru ou au gouvernement péruvien, les massacres laissent un bilan très lourd : plus de 26 000 morts, 4 000 disparus et 50 000 orphelins (chiffres fin 2002). Les chiffres de la commission Vérité et Réconciliation, créée par le gouvernement dès le milieu des années 1990, a relevé que 54 % des victimes étaient imputables au Sentier Lumineux et 46 % à l'armée péruvienne. Parmi eux, 80 % d'hommes, dont 66 % ayant entre 20 et 49 ans. 56 % étaient des paysans andins, analphabètes à 68 % et de langue Quechua pour les trois quarts d'entre eux[réf. nécessaire].
La localisation géographique du conflit fait que les populations indigènes ont été presque exclusivement affectées, et explique en partie la faible médiatisation des massacres à l'époque. De longue date, la société péruvienne a été marquée par une rupture (économique, culturelle, en termes de présence d'administrations et d'écoles) entre Lima, la capitale et sa zone côtière, et tout l'arrière-pays en altitude. À quoi s'ajoutent des phénomènes fort anciens de discriminations envers les peuples des montagnes. Le gouvernement fait stériliser de force aux alentours de 300 000 femmes indigènes pour endiguer la démographie des régions pauvres, afin de réduire le recrutement potentiel de la guérilla dans le futur.
La guérilla opposant les militaires péruviens au Sentier Lumineux a fait plus de 69 000 victimes entre 1980 et 2000, dont les assassinats en août 1991 de Zbigniew Strzałkowski, Michal Tomaszek et Alessandro Dordi qui ont un grand retentissement international. Le gouvernement péruvien évalua le coût économique des activités terroristes du Sentier Lumineux à plus de 16 milliards de dollars, l'équivalent de la dette extérieure du pays, dont le service absorbait un tiers des devises provenant des exportations (pêche, cuivre, zinc, argent, notamment)[réf. nécessaire].
Silvio Rendon, un chercheur indépendant, conteste en 2019 les chiffres de la commission Vérité et Réconciliation. Selon lui, le conflit aurait fait 48 000 victimes, dont une majorité provoquée par les opérations de l'armée péruvienne et de ses auxiliaires.

### Traductions
1. ↑  (es) « El marxismo-leninismo abrirá el sendero luminoso hacia la revolución. »